# Georges Petit (zoologie)
Pour les articles homonymes, voir Georges Petit et Petit.
Georges Jean-Jacques Petit (né le 4 octobre 1892 et mort le 29 novembre 1973) est un biologiste marin français et un historien des sciences biologiques, spécialement de la zoologie.
En 1937, il est sous-directeur de laboratoire au Museum national d'histoire naturelle.
Il dirige jusqu'en 1964 le laboratoire Arago de Banyuls-sur-Mer. Fils d'un professeur d'histoire, sa culture historique et littéraire lui sert pour rédiger les chapitres relatifs à l'Antiquité et à la Renaissance de l'Histoire de la zoologie des origines à Linné, publiée en 1962.